# Tadjrouna
Tadjrouna (în arabă تاجرونة) este o comună din provincia Laghouat, Algeria.
Populația comunei este de 4.306 locuitori (2008).